# 南黑文 (堪薩斯州)
南黑文（英語：South Haven）是一個位於美國堪薩斯州索姆奈縣的城市。

## 地方資料
根據2020年美國人口普查的數據，南黑文的面積為2.59平方千米，當中陸地面積為2.59平方千米，而水域面積為0.00平方千米。當地共有人口324人，而人口密度為每平方千米125.1人。